# Charles Kolb-Bernard
Pour les articles homonymes, voir Kolb.
Charles-Louis-Henri Kolb-Bernard, né 18 janvier 1798 à Dunkerque (Flandre française) et décédé le 7 mai 1888 à Paris (Seine), est un industriel et homme politique français.

## Biographie

### Vie familiale
Fils de Louis-Philippe Kolb, militaire et directeur de manufactures de tabac, et frère de Henri Kolb (1808-1876), inspecteur général des ponts et chaussées, Charles Kolb épouse Sophie Bernard en 1829, fille d’Auguste-Dominique-Joseph Bernard (1772-1859), négociant-raffineur de sucre et maire de Santes, nièce de Charles-Dominique Bernard et petite-fille d’Alexandre Beaussier-Mathon.
Sa famille est apparentée à celle du général de Gaulle : Charles Kolb-Bernard est le frère de l'arrière-grand-mère maternelle du général de Gaulle, Louise Kolb.
Charles Kolb-Bernard est aussi le grand-père de René Kolb-Bernard, officier de Marine et résistant.

### Carrière professionnelle
Charles Kolb débute dans l’administration des tabacs en tant que sous-intendant successivement à Bordeaux, Paris puis Lille, où il devient sous-inspecteur à la manufacture des tabacs.
Il s’associe à une importante fabrique de sucre, celle de sa belle-famille, avec son beau-frère Gustave Bernard-Beaussier et ses cousins Bernard-Serret.
Il est président de la Chambre de commerce de Lille de 1848 à 1869.
En 1846, il fonde le comité lillois de l’association pour le travail national.

### Carrière politique
Conseiller municipal de Lille depuis 1846, il entre, le 13 mai 1849, dans la politique active, par son élection comme représentant du Nord à l'Assemblée législative. Il siège à droite, prend pour chef de file Montalembert, et vote constamment avec la majorité conservatrice et catholique. Après avoir donné son suffrage à l'expédition de Rome, à la loi Falloux-Parieu sur l'enseignement, à la loi restrictive du suffrage universel, etc., il ne se rallie pas à la politique particulière de l'Élysée, et reste neutre lors du coup d'État de 1851. Candidat monarchiste indépendant au Corps législatif, le 29 février 1852, dans la 1re circonscription du Nord, il réunit au premier tour de scrutin 6,874 voix contre 11,179 à Richebé et 6,234 à Pierre Legrand. Il se désiste avant le scrutin de ballottage en faveur de Legrand, qui est élu. Mais, s'étant rapproché du gouvernement impérial, il accepte le patronage officiel, le 21 août 1859, lors de l'élection nécessitée par le décès de Legrand, et il est élu député de la 1re circonscription du Nord. 
Il vote d'ordinaire avec la majorité dynastique et est réélu de nouveau avec l'appui de l'administration, le 1er juin 1863. Kolb-Bernard paraît plusieurs fois à la tribune pour y traiter, au point de vue protectionniste, les questions relatives au commerce et à l'industrie, et aussi pour y défendre le pouvoir temporel du pape. Il combat particulièrement les mesures concernant l'instruction primaire prises ou proposées par Duruy, et, en 1867, il fait entendre un chaleureux éloge de la loi Falloux de 1850. Ayant perdu, aux élections du 24 mai 1869, le bénéfice de la candidature officielle, c’est comme candidat indépendant qu'il obtient cette fois sa réélection. 
Kolb-Bernard signe l'interpellation des 116 et siège dans les rangs du tiers parti jusqu'à la chute de l'Empire. Après la guerre, il est élu (8 février 1871) représentant du Nord à l'Assemblée nationale. Il va prendre place sur les bancs de la droite monarchiste et compte surtout, comme précédemment, parmi les soutiens les plus zélés des idées catholiques : c'est ainsi qu'il signe l'adresse d'adhésion au Syllabus et qu'il préside, en 1874, le Congrès des comités catholiques à Paris. Il ne prend que rarement la parole à l'Assemblée et vote : pour la paix, pour les prières publiques, pour l'abrogation des lois d'exil, contre le retour de l'Assemblée à Paris, pour le pouvoir constituant, pour la chute de Thiers au 24 mai, pour le septennat, pour la loi sur les maires. Il s'abstient de voter, le 16 mai 1874, lors du renversement du cabinet de Broglie, et se prononce ensuite contre les propositions Périer et Maleville, contre l'amendement Wallon, contre la Constitution du 25 février 1875, pour la loi sur l'enseignement supérieur. 
Porté sur la liste des droites, lors de l'élection des sénateurs inamovibles, il est élu, le 11 décembre 1875, par l'Assemblée nationale, le 30e sur 75, et va siéger à l'extrême droite de la Chambre haute, parmi les adversaires irréconciliables du gouvernement républicain. Kolb-Bernard approuve l'acte du 16 mai 1877, vote, le 23 juin, pour la dissolution de la Chambre des députés, et préside ensuite le comité électoral des droites chargé d'appuyer les candidatures officielles. Après les élections législatives du 14 octobre 1877, il est de ceux qui conseillèrent au maréchal de Mac-Mahon de résister, se prononce, le 19 novembre, pour l'ordre du jour de M. de Kerdrel qui protestait contre la nomination d'une commission d'enquête par la Chambre, et combat le ministère Dufaure et ceux qui lui succèdent. Il vote notamment contre les lois Ferry sur l'enseignement, contre l'article 7, contre la modification du serment judiciaire, contre la réforme du personnel de la magistrature, contre le rétablissement du divorce, contre les crédits du Tonkin, etc. À la mort de Gaulthier de Rumilly, Kolb-Bernard se trouve être le doyen d'âge du Sénat ; toutefois, il n’est jamais appelé, en raison de son extrême faiblesse, à en présider les séances d'ouverture,.

## Distinctions
- Officier de la Légion d'honneur par décret du 14 août 1869[4].
- Commandeur de l'ordre de Pie IX